# Diego Milito
Diego Alberto Milito (Bernal, Buenos Aires, 12 de junio de 1979) es un exfutbolista y dirigente deportivo argentino. En su etapa como jugador, se desempeñó en la posición de delantero, siendo considerado como uno de los mejores de su generación. Actualmente es presidente del Racing Club de la Primera División de Argentina.
Como jugador, debutó con el Racing Club de la Primera División de Argentina en 1999. Allí se consagró campeón del Torneo Apertura 2001 bajo la conducción técnica de Reinaldo Merlo y se consolidó como goleador del equipo en años posteriores.
En 2004, jugó para el Genoa de la segunda división del fútbol italiano. Contribuyó con sus goles para que ascendiera a la máxima categoría, pero un fallo en contra del equipo lo hizo descender a tercera división. En 2005 llegó al Real Zaragoza de España, con el cual compartió equipo con su hermano Gabriel. Allí le convirtió cuatro goles al Real Madrid en semifinales de la Copa del Rey 2005-06.
Luego de un breve regreso por el Genoa en 2008, Milito llegó al Inter de Milán, con el cual conquistó dos Copa Italia (2009-10 y 2010-11), la Serie A 2009-10, la Supercopa de Italia 2010 y la Liga de Campeones de la UEFA 2009-10. En esta última convirtió los dos goles decisivos ante el Bayern Múnich en la final. También ganó la Copa Mundial de Clubes de la FIFA 2010.
En 2014, regresó al Racing Club, con el cual se consagró campeón del Torneo de Transición ese mismo año. Disputó su último partido oficial como jugador profesional ante Temperley en el campeonato de 2016.
Fue internacional con la Selección Argentina. Con ella, lograría disputar dos ediciones de Copa América (2007 y 2011). Además participó en dos partidos de la Copa Mundial de Sudáfrica 2010. Su único gol oficial lo convirtió ante Colombia por la Copa América 2007.
Es hermano de Gabriel Milito, exfutbolista que se especializó en el Club Atlético Independiente (clásico rival de Racing), y primo del futbolista Fernando Elizari.

## Trayectoria futbolística

### Racing Club (1999-2003)
Hizo todas las inferiores en la Academia y debutó el 11 de diciembre de 1999 ante Unión de Santa Fe (3-3). En el verano de 2000 realizó su primera pretemporada. Su primer gol con la camiseta de Racing fue en el Torneo Clausura 2000 ante Colón de Santa Fe en una derrota por 3 a 1.
En enero de 2001 el fútbol del club fue gerenciado, Reinaldo Merlo asumió la dirección técnica y Diego firmó su primer contrato. En el torneo clausura de ese mismo año, se lo recordó como su primera buena acción para considerarlo ídolo: A falta de tres minutos para terminar el partido entre la academia y Club Atlético Colón, con fiebre, mete el empate clavándola en el ángulo, salvando a su equipo de la promoción.
Milito fue pieza importante del Racing campeón del Torneo Apertura 2001. Al comenzar el mismo la estadística lo perseguía: 3 goles en 46 partidos oficiales. "Me está costando hacer goles. No me considero un goleador ni me obsesiono con eso pero tengo que meterla más. A veces me apuro en el último toque". En la 4.ª fecha, en su encuentro número 50, comenzó a cambiar su historia frente a los arcos al convertir dos goles esenciales para ganarle 2-1 a Newell's Old Boys y dejar a Racing como único puntero. Diego, Francisco Maciel y Martin Vitali fueron los únicos que jugaron en los 19 partidos del torneo. Además, convirtió otro gol ante el Club Atlético Colón, sumando 3 goles en 19 partidos en el glorioso apertura del Racing de sus amores.
En el Clausura 2002 terminó como goleador del equipo al igual que en el Apertura 2002, Clausura 2003 y Apertura 2003 con 6, 8, 6 y 8 goles respectivamente. En el 2002, juega la Copa Sudamericana, eliminado en cuartos de final por San Lorenzo de Almagro, dónde mete el segundo gol del partido de vuelta, remontando un 3 a 1, pero cae por penales malogrando un penal junto con Gerardo Bedoya. Asimismo estuvo el año del centenario de la Academia, donde también disputó la Copa Libertadores 2003.
En total disputó 149 partidos y convirtió 37 goles en su primera etapa en el club de Avellaneda.

### Génova (2004-05)
En enero de 2004 fue transferido al Génova de la Serie B. En la temporada 2004-2005 consigue el ascenso a la Serie A, donde fue una de las principales figuras del equipo. Así, a fuerza del ascenso y de goles, se volvió una persona bastante recordada, y desde entonces muy vista por distintos clubes europeos, lo que garantizaría su vuelta al club en el año 2008.

### Real Zaragoza (2005-08)
En el verano de 2005, y tras ascender a la Serie A, motivos administrativos -debido a un caso de amaño de partidos- provocaron el descenso del Génova a la Serie C. En ese momento el Real Zaragoza, al que pertenecía su hermano Gabriel, vio una oportunidad para hacerse cargo de sus servicios. Tras estar a punto de contratar a Claudio López, el club maño desestimó su adquisición a última hora y decidió centrar todos sus esfuerzos por traer al "Príncipe" a la capital aragonesa.
Pese a unas arduas y duras negociaciones de Jerónimo Suárez, en ese momento directivo del Real Zaragoza, que dialogó de forma personal con Enrico Preziosi, y gracias a la presión del jugador y su deseo de jugar en el Real Zaragoza, la entidad logró el fichaje del jugador en las últimas horas de mercado- el último día. El 31 de agosto, se llegó a un acuerdo e hizo oficial la contratación. Los términos del acuerdo consistían en una cesión por dos años, con un coste de 2 millones de euros, y una opción de compra pasado este periodo, de 5 millones.
Para aquel entonces, ya había comenzado la temporada con un empate a cero, ante el Atlético de Madrid en el Vicente Calderón, evidenciando una alarmante falta de gol. Recordemos que solo había dos delanteros centro en la plantilla: un joven Sergio García, recién fichado del Barcelona, y Ewerthon, procedente del Borussia Dortmund.
En esa campaña, Diego Milito tenía la difícil misión de reemplazar a David Villa, que tras un gran rendimiento en el equipo había sido traspasado al Valencia C. F. por 12 millones de euros. Tras un recibimiento y presentación multitudinaria, Diego Milito debutó en liga el 11 de septiembre de 2005, en la jornada 2, frente al propio Valencia, con un resultado de 2-2, aunque no consiguió marcar y tuvo que salir del campo a los 22 minutos de la segunda parte, por problemas estomacales que le impidieron jugar durante la siguiente jornada. El primer gol vestido de blanquillo lo marcó tras reaparecer, en la jornada 4 en la Romareda, frente al Osasuna, siendo el primer tanto zaragocista en una cómoda victoria por 3-1. Continuó su labor goleadora a lo largo de la temporada, después de sus problemas renales. A lo largo de la campaña anotó 15 goles, siendo el máximo goleador de la plantilla.
Sin embargo, su mayor logro fue en la Copa del Rey. Tras haber eliminado al Atlético de Madrid en octavos de final por un marcador global de 3-2, el Real Zaragoza se enfrentaría en cuartos de final al Barcelona, posteriormente campeón de La Liga y la Champions League esa misma temporada. El Real Zaragoza ganó en La Romareda, tras un partidazo por 4-2, con dos goles de Diego Milito y otros dos de Ewerthon. En la vuelta, partido disputado en el Camp Nou, el Real Zaragoza se defendió perfectamente, y pese a perder 2-1, alcanzó la siguiente ronda. En semifinales le esperaba el Real Madrid.
El 8 de febrero de 2006, se disputaba el encuentro de ida en La Romareda. Diego Milito le hizo 4 goles al Real Madrid, tres en la primera parte, todos con el pie, y uno tras la reanudación, de cabeza a la salida de un córner. El Real Zaragoza ganó ese partido con un histórico 6-1, con los mencionados cuatro goles de Milito y otros dos de Ewerthon. Quizás haya sido uno de los mejores partidos a nivel individual de un jugador del Real Zaragoza en toda la historia del equipo, y este resultado marcó un hito en la ciudad. En el partido de vuelta, y pese a sufrir lo indecible, el Real Zaragoza perdió 4-0 en el Estadio Santiago Bernabéu, y alcanzó la final del torneo.
La final se iba a disputar también en el estadio Santiago Bernabéu, el 12 de abril de 2006, y pese a que el Real Zaragoza de Víctor Muñoz llegaba como favorito, perdió por 4-1 frente al RCD Español. Los goles de Corominas, Luis García (2) y Tamudo neutralizaron el tanto de Ewerthon. Milito disputó todo el partido. De esta forma, se terminaba de la forma más triste posible una de las trayectorias más impecables en este torneo.
En la temporada 2006-2007, pese a no realizar una buena pretemporada, sus prestaciones pronto comenzaron a destacar de nuevo, superando, con creces el rendimiento mostrado en la temporada anterior. Se convirtió en el segundo máximo goleador del Real Zaragoza en una temporada en Primera división con 23 goles, solo superado por el peruano Seminario en la temporada 1961/1962 con 25.
De esta forma contribuyó de forma decisiva, tras estar toda la temporada tocando los puestos de Champions League, a la entrada del Real Zaragoza en la Copa de la UEFA tras acabar en sexta posición del campeonato, teniendo un papel crucial en las últimas jornadas, siendo el líder del equipo y marcando el gol definitivo en la última jornada frente al Recreativo de Huelva, en el Nuevo Colombino, para empatar a uno, y conseguir la clasificación. En la jornada previa marcó dos goles frente al Real Madrid, en un partido decisivo para la consecución del campeonato y que estuvo a punto de costar el título a la entidad madridista. El resultado final fue 2-2, y gracias al gol del Espanyol en el Camp Nou en el último minuto, Milito no se convirtió de nuevo en el verdugo madridista.
Compitió hasta la última jornada por el Pichichi, junto al neerlandés Ruud van Nistelrooy, del Real Madrid y el malí Frédéric Kanouté, del Sevilla FC, yendo el trofeo al final para Van Nistelrooy que anotó 25 goles frente a los 23 de Milito. También luchó por la Bota de Oro, pero ésta fue para Francesco Totti.
A mitad de temporada, el Real Zaragoza acordó pagar la opción de compra del jugador al Génova, convirtiéndose a todos los efectos en jugador zaragocista.
La temporada 2007-2008, comenzó con rumores sobre su marcha de la entidad, que finalmente no fructificaron. Posteriormente el club mejoró su contrato vinculándolo por 4 años más y con una cláusula de rescisión récord en la entidad: 100 millones de euros.
Pese a la mala marcha del equipo, eliminado en la Copa de la UEFA frente al Aris de Salónica y en la Copa del Rey por el Racing de Santander, además de descender de categoría, fue uno de los máximos anotadores con 15 goles.

### Génova (2008-09)
El 1 de septiembre de 2008 se hizo público su fichaje por el Genoa para las siguientes tres temporadas, que pagó por su traspaso 10 millones de euros fijos más dos por objetivos, que finalmente gracias a la gran temporada del jugador se cumplieron, por lo que el precio final del traspaso fue de 12 millones de euros. Sin embargo, el Zaragoza no lo dio por oficial, ya que el contrato llegó tarde a la Liga, que lo aceptó. Pese a todo, el Zaragoza lo hizo oficial al siguiente día a expensas de ser un fichaje fuera de tiempo. Ya asentado en el club genovés, Milito se consagró uno de los mejores delanteros del Calcio, por lo que varios grandes clubes mostraron interés en él, con solo 28 partidos jugados ya acumulaba 21 goles en liga, solo por detrás de Marco Di Vaio con 23 y Zlatan Ibrahimović con 22 respectivamente. En la última jornada marcó 2 goles para terminar la temporada con 24, solo por detrás de Zlatan Ibrahimović.

### Inter de Milán (2009-14)

#### Temporada 2009-2010

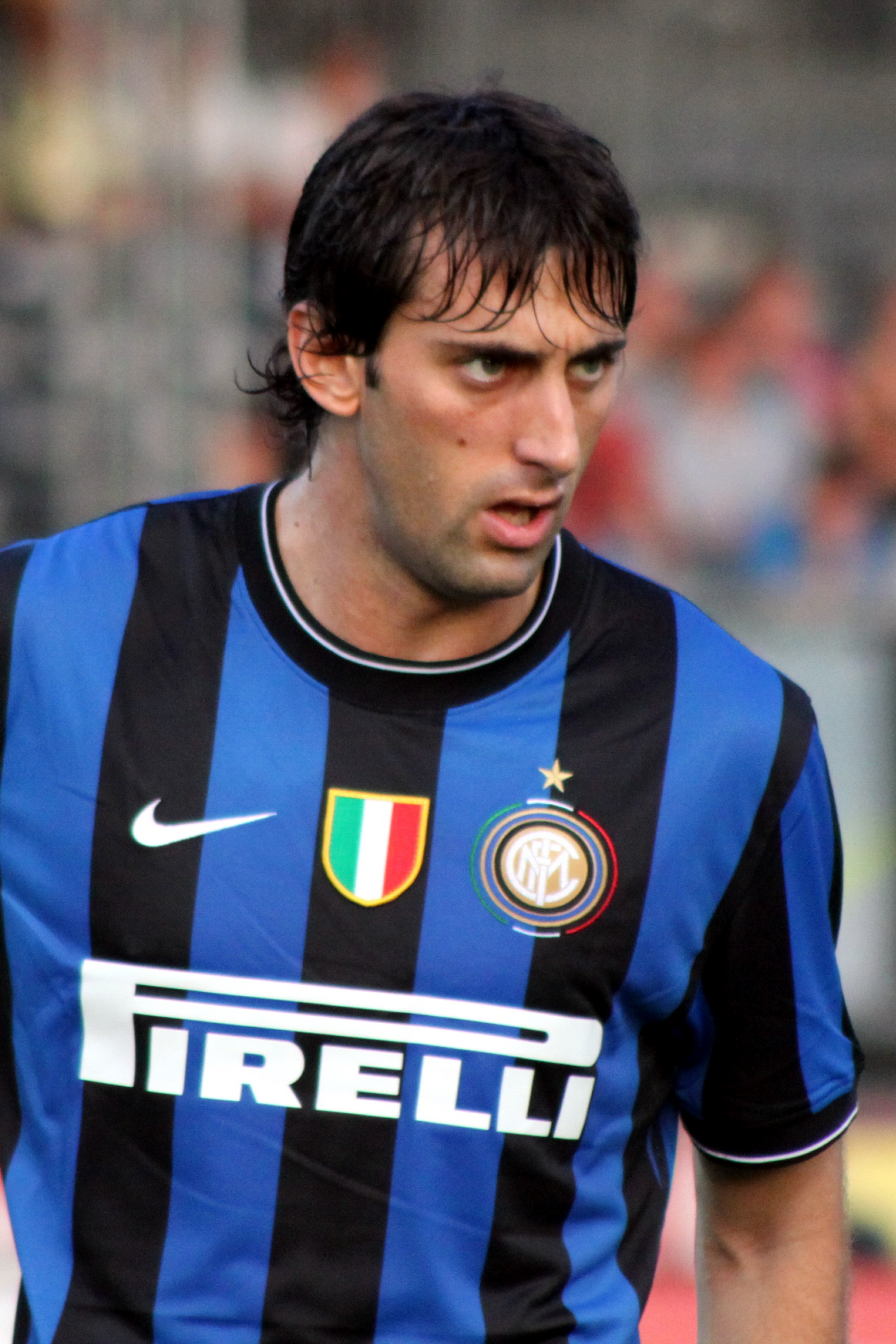
Milito en 2009

El 20 de mayo de 2009, el presidente del Génova Enrico Preziosi anuncia el traspaso de Milito y Thiago Motta al Inter de Milán. La transferencia al Inter de Milán por 25 millones de euros se convirtió en oficial el 29 de junio, con el jugador firmando un contrato de 3,5 millones de euros netos por temporada hasta el 30 de junio de 2013. Hace su debut oficial con el Inter de Milán el 8 de agosto en Pekín, durante la Supercopa de Italia ante la Lazio. Fue titular pero su equipo perdió 2-1. El 23 de agosto de 2009 hace su debut en liga contra el Bari, provocando un penalti que transformó Samuel Eto'o. En su segundo partido juega como titular el clásico de Milán contra el AC Milan en la goleada 4-0 del Inter. Milito aportó un gol de penalti. También marcó contra el Nápoles, antes de lesionarse en el partido contra el Udinese el 3 de octubre. En su regreso contra el Palermo marca un gol. El 4 de noviembre, en el partido contra el Dinamo Kiev, marca su primer gol en la Liga de Campeones, en esta convocatoria se repite en todas las carreras de la última ronda: contra el Chelsea en los cuartos de final contra el CSKA Moscú en el trimestre y ante el Barcelona en la semifinal disputada en el Estadio Giuseppe Meazza. El 5 de mayo, marcó el gol decisivo en la final de la Copa Italia contra la Roma, y ganó su primer título con el Inter de Milán. El 16 de mayo, en la carrera ganada por 0-1 ante el Siena, anotó el gol que le da el Scudetto al Inter, que cierra el campeonato frente a Roma. El 22 de mayo, marca los dos goles decisivos en la Liga de Campeones contra el Bayern Múnich. El primer gol fue de Milito comenzando con un pase largo desde el guardameta Julio César que deja el balón en la cabeza a Wesley Sneijder el cual le pasa rápidamente el esférico a Diego con un pase medido y en profundidad, que anula la presión de 4 jugadores del conjunto alemán. Así, el Príncipe se queda solo ante Hans-Jörg Butt y define a la perfección. Esta jugada del primer gol solo duró 9 segundos, desde que sacó Julio César hasta que Milito batió al portero del Bayern Múnich. El segundo fue cuando Ivica Olić dispara y Walter Samuel intercepta el balón. El rechace da a su vez a otro jugador del Bayern Múnich y Wesley Sneijder recoge el balón. El neerlandés controla la pelota en el centro del campo, mientras Samuel Eto'o se adelanta, Wesley Sneijder se la cede al camerunés y este se la pone a Milito, quien avanza por la banda izquierda, y, ya dentro del área, regatea a Daniel van Buyten, al que dejó tirado. El argentino, con la pierna derecha, batió a Hans-Jörg Butt colocando el balón al palo izquierdo, el Inter ganó 2-0 y se consagró campeón de la Liga de Campeones. Fue elegido como el Mejor jugador de la Liga de Campeones de la UEFA y también como el Mejor jugador de aquella final. Entre toda las competencias, Milito terminó la temporada con 30 goles en 52 partidos, ganando el triplete con los Nerazzurri.

#### Temporada 2010-2011
En julio renueva su contrato con el Inter hasta el 30 de junio de 2014, con un salario de 5 millones de euros netos al año. El 26 de agosto, en la ceremonia para la entrega de los premios de la UEFA, fue galardonado como el Delantero del año de la UEFA y Jugador del año de la UEFA correspondiente a la temporada anterior (2009/2010). Al comienzo de la temporada ganó la Supercopa de Italia frente a la Roma, pero no logró ser campeón de la Supercopa de Europa al ser derrotados 2-0 por el Atlético de Madrid. En diciembre conquista con sus compañeros el Mundial de Clubes, competencia en la cual también anotó un gol en las semifinales contra el Seongnam. El 24 de enero de 2011, recibe el premio  al mejor Futbolista del año en la Serie A y al mejor Futbolista extranjero en la Serie A, correspondientes al 2010. El 29 de mayo conquista la Copa Italia frente al Palermo por 3-1. Después de una temporada minada por cinco lesiones de los flexores de la cadera con dos recaídas, terminaría la temporada con 8 goles en 34 partidos.

#### Temporada 2011-2012

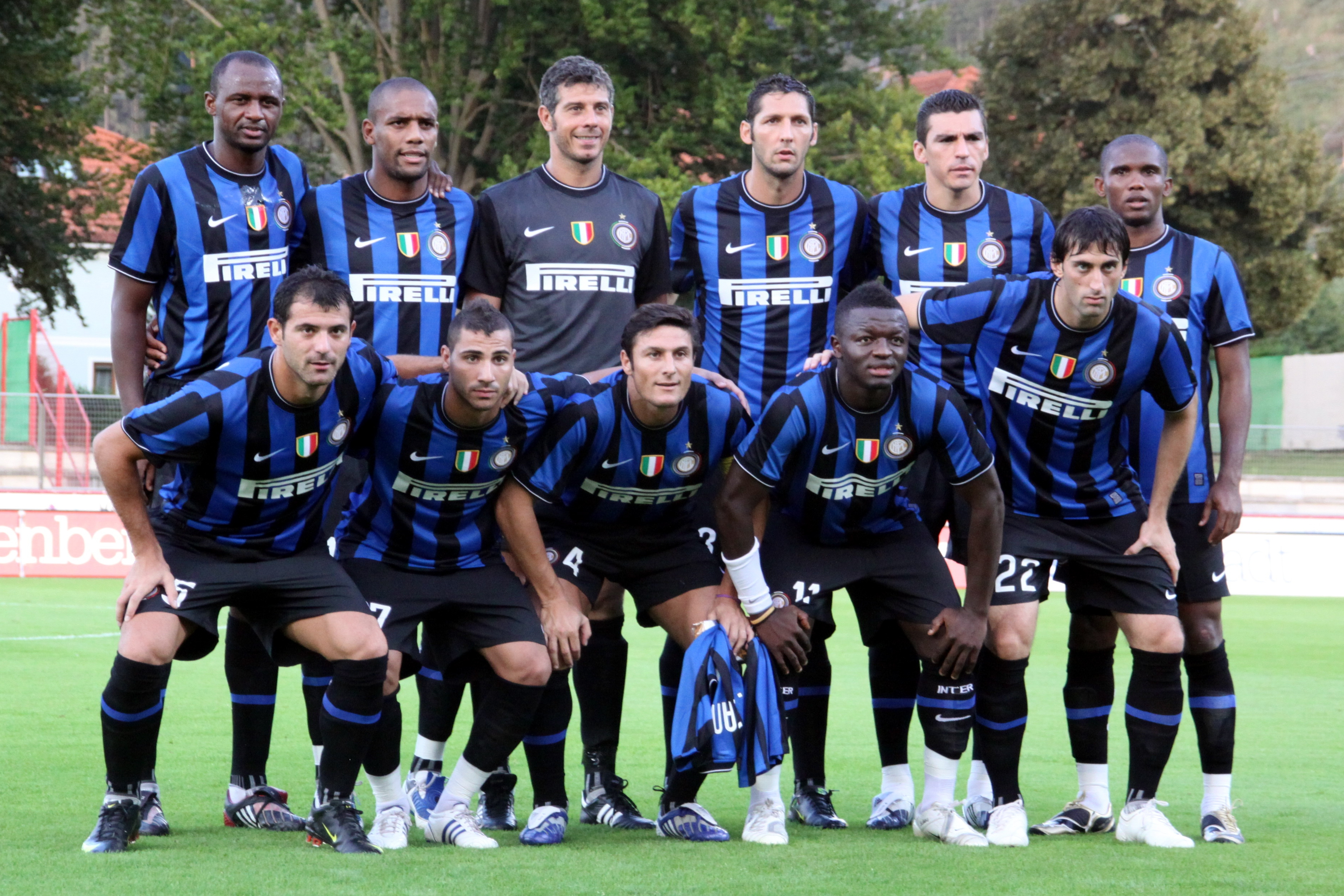
Milito en el equipo del Inter de Milán, siendo el primero de abajo a la derecha.

Al inaugurar la temporada 2011-2012 marcó en dos ocasiones en la derrota 4-3 contra el Palermo. Anotó el 24 de septiembre contra el Bologna en la Serie A y el 2 de noviembre celebró el gol número 200 en contra del F. C. Barcelona en la Liga de Campeones. El 27 de noviembre, en el 0-1 contra el Siena llegó a sus 400 apariciones como futbolista profesional, mientras que el 18 de diciembre frente al Cesena jugó su partido número 100 en la Serie A. El 21 de diciembre marcó en la victoria por 4-1 ante el Lecce y el 7 de enero hizo un doblete en el 5-0 ante el Parma. El 15 de enero de 2012, en el derbi contra el AC Milan, cumplió 200 participaciones totales en Italia: 103 en la Serie A, 59 en la Serie B, 12 en la Copa de Italia, 21 en la Liga de Campeones, 2 en la Supercopa de Italia, 1 Supercopa de Europa y 2 en la Copa Mundial de Clubes. Con su gol en el derbi de Milán, alcanzó 7 goles en 9 clásicos jugados: 4 en 4 en el derbi de Génova y 3 en 5 en el derbi de Milán. El 1 de febrero, marcó cuatro goles en el empate 4-4 en casa ante el Palermo, su primer póker de goles en el fútbol italiano (antes había convertido uno con el Real Zaragoza en la Copa del Rey contra el Real Madrid, el 8 de febrero de 2006). El último póker de un jugador del Internazionale  en la Liga se remontaba al 1 de diciembre de 2002, cuando Christian Vieri firmó uno contra el Brescia en aquel 4-0. Anotó un triplete el 1 de abril en la victoria por 5-4 ante el Genoa y otro el 6 de mayo en el retorno al derbi, el cual el Inter ganó 4-2. Con éste, alcanzó los 50 goles en Liga y a Ronaldo en el ranking de goleador del Inter. También es el tercer triplete en un derbi de Milán: Altafini hizo 4 goles el 27 de marzo de 1960, con resultado final de 5-3 a favor del AC Milan, Amadei anotó 3 goles defendiendo al Inter en el 6-5 de 6 de noviembre de 1949, y Nyers marcó también un hat-trick en el 3-0 del 1 de noviembre de 1953. El 13 de mayo, en el partido perdido 3-1 ante la Lazio, terminó la temporada con 24 goles (8 de penal), dos más que en la Liga 2009-2010.

#### Temporada 2012-2013
Empezó la temporada 2012-2013  marcando el gol del 0-2 (0-3 resultado final) de visita contra Pescara. El 28 de octubre, celebra su presencia número 100 en la Serie A con la camiseta del Inter al anotar el cuarto gol de la temporada como visitante contra Bologna. El 31 de octubre, firmó el quinto gol ante el Sampdoria, juego terminado 3-2 para el Inter. El 3 de noviembre, marcó dos goles en el partido contra la Juventus de visita, ganó 1-3 el equipo local. En esta ocasión también se refiere a las 100 victorias en 197 partidos jugados en Italia entre Génoa y el Inter de Milán. Con 28 goles Milito también es el jugador con más goles en la Serie A durante el año calendario 2012, antes de Edinson Cavani (27) y Antonio Di Natale (23). Atado a una lesión durante el mes de enero, volvió de nuevo a jugar como titular el 10 de febrero en la victoria en casa con el Chievo Verona marcando un gol con una asistencia de Esteban Cambiasso. El 14 de febrero, en el partido ante el Cluj por la ida de los dieciseisavos de la Liga Europea, se lesionó en el 7' acusando a la lesión del ligamento colateral, ligamento cruzado anterior y la cápsula de la rodilla izquierda. Se teme el final de su carrera futbolística, pero dos días más tarde, el Inter le permite saber que la cirugía ha sido un éxito, pero el jugador no regresa al campo antes de los seis meses.

#### Temporada 2013-2014
Comienzan los rumores de su retorno al club de sus orígenes: Racing Club. El 24 de agosto de 2013, en el Inter de Milán, vuelve al campo de juego seis meses después de la grave lesión de ligamentos que sufrió el 14 de febrero de ese año, aunque esta vez lo hará en un encuentro de juveniles. El 22 de septiembre de 2013 regresa a la convocatoria del primer equipo, entrando desde el banco contra Sassuolo en una victoria 7-0. Entró a los 54 minutos en reemplazo de Rodrigo Palacio y participó en los últimos tres goles: tras un pase de Ricardo Álvarez puso el 5 a 0, después dio la asistencia para el gol de Esteban Cambiasso que marcó el 6 a 0, y finalmente anotó el 7 a 0 final tras un pase del colombiano Fredy Guarin. Una vuelta soñada para "El Príncipe".

### Racing Club (2.ª etapa)

#### Temporada 2014
Volvió al Racing Club de la Primera División de Argentina en junio de 2014. Debutó el 9 de agosto por la 1.ª fecha del Campeonato de Primera División ante Defensa y Justicia en el estadio Norberto Tomaghello de Gobernador Costa. En dicho partido anotó uno de los goles de la victoria 3–1 de su equipo.
El 26 de agosto volvió a convertir ante Arsenal en la 4.ª fecha del Campeonato de Primera División. Este gol fue ejecutado a través de un penalti, y con él sentenció la victoria 1–0 de Racing en Avellaneda. El 31 de agosto, en la 5.ª fecha de la Primera División, abrió el marcador en el clásico contra Independiente, con un Racing en condición de visitante. A pesar a este gol, su equipo perdió 2–1 y Milito se lesionó en el primer tiempo.
El 27 de septiembre, Milito volvió a la titularidad en un partido ante Boca Juniors —postergado por intensas lluvias el 14 de septiembre— correspondiente la 7.ª fecha de la Primera División, disputado en Buenos Aires. Dicho encuentro finalizó 2–1 a favor de Racing, con Milito siendo fundamental en el juego del equipo.
El 11 de octubre abrió el marcador en un partido contra Estudiantes (LP) correspondiente a la 11.ª fecha del Campeonato de Primera División, disputado en La Plata. Luego de su gol, le señaló a sus compañeros que el partido continuaba 0–0, incentivando el juego de su equipo. Finalmente, Racing goleó 4–0 a su rival.
El 23 de noviembre, Racing venció 1–0 a River Plate por la 17.ª fecha del Campeonato de Primera División en Avellaneda. El gol del local fue efectuado en contra por el defensor Ramiro Funes Mori de River Plate. Milito contribuyó en la jugada, rematando al arco antes de que el balón rebotase en el jugador rival. En dicho partido, fue reemplazado por su compañero Gabriel Hauche y fue ovacionado por la hinchada. Finalizado el encuentro, Milito declaró: «Racing es mi vida, volví para esto».
El 30 de noviembre marcó dos goles en un partido contra Rosario Central correspondiente a la 18.ª fecha del Campeonato de Primera División, disputado en el Rosario. Fue asistido por Gustavo Bou en su primer tanto, y por Gabriel Hauche en el segundo. Dicho encuentro finalizó 3–0 a favor de Racing.
El 14 de diciembre, Racing ganó el Campeonato de Primera División luego de vencer 1–0 a Godoy Cruz en el Cilindro.

#### Temporada 2015

##### Pretemporada
El 17 de enero, en el marco de la Copa Ciudad de Mar del Plata, un clásico amistoso disputado en la ciudad homónima, convirtió uno de los goles en la victoria de Racing por 4–1 frente a Boca Juniors. Asimismo, anotó en la Copa Ciudad de Avellaneda, otro encuentro amistoso jugado en Mar del Plata, en el que Racing venció a Independiente por 2–0.

##### Copa Libertadores 2015
El 17 de febrero se jugó la 1.ª fecha de la fase de grupos de la Copa Libertadores como visitante ante Deportivo Táchira de Venezuela, encuentro que finalizó 5–0 a favor de Racing. Milito anotó el 4.° gol del partido. El 24 de febrero se jugó la 2.ª fecha de la fase de grupos como local ante Guaraní de Paraguay, con Milito anotando uno de los goles en la goleada 4–1.
Tras ausentarse el 10 de marzo en la 3.ª fecha de la fase de grupos, donde Racing recibió a Sporting Cristal de Perú como local, debido a un esguince de rodilla, Milito regresó a la acción el 17 de marzo en la 4.ª fecha, enfrentando al mismo rival en condición de visitante. En dicho partido, que finalizó 2–0 para el equipo argentino, abrió el marcador.
En la 6.ª y última fecha de la fase de grupos, el 14 de abril, Racing recibió a Deportivo Táchira de Venezuela en Avellaneda. Tras comenzar perdiendo 2–0, Milito marcó el primer gol para el equipo argentino, que luego logró remontar el partido y sellar una victoria épica por 3–2.
En los octavos de final de la competición, Milito participó en ambos encuentros frente a Montevideo Wanderers de Uruguay. En el partido de vuelta, el 14 de mayo, tuvo un rol decisivo al asistir en el primer gol, convertido por Washington Camacho. Posteriormente, en los cuartos de final, Racing se enfrentó nuevamente a Guaraní, que lo eliminó tras un marcador global de 1–0. El equipo argentino cayó 1–0 en el encuentro de ida disputado en Asunción y empató sin goles (0–0) en el partido de vuelta jugado en Avellaneda.

##### Campeonato de Primera División 2015
Convirtió su primer gol el 29 de marzo, por la 7.ª fecha del Campeonato de Primera División ante San Martín (SJ) disputada en el Cilindro, siendo asistido por Marcos Acuña y sentenciando el 2–0 final a favor de Racing.
El 24 de mayo, por la 13.ª fecha del Campeonato de Primera División, volvió a anotar desde el punto penal en el clásico de Avellaneda contra Independiente, disputado en el Cilindro. Marcó el triunfo 1–0 de Racing.
El 17 de junio, por la 7.ª fecha del Campeonato de Primera División, anotó su tercer gol en el torneo en el triunfo de Racing 3–1 frente a Vélez Sarsfield. Tras fallar un penal, Milito aprovechó un rebote generado por un remate de Gustavo Bou. Con la pelota en su poder, amagó ante el arquero Alan Aguerre, definió de derecha, y el balón, tras rebotar en el travesaño, ingresó al arco, sellando el resultado final.
El 18 de julio, por la 17.ª fecha del Campeonato de Primera División, marcó su cuarto gol en la victoria de Racing 2–1 frente a Sarmiento (J). Tras un pase en profundidad de Iván Pillud a Francisco Cerro, este envió un centro al área que Milito anticipó con el pecho ante la salida del arquero César Rigamonti, abriendo el marcador.
El 22 de agosto, por la 21.ª fecha del Campeonato de Primera División, anotó de penal su quinto gol en el torneo en la victoria de Racing 2–1 frente a Arsenal. Una semana después, el 31 de agosto, convirtió su sexto tanto, nuevamente desde el punto penal, en el encuentro frente a Godoy Cruz. Este partido, que Racing ganaba 1–0 con su gol, fue suspendido debido a agresiones de los hinchas locales hacia los jugadores de ambos equipos. Finalmente, el encuentro se reanudó el 30 de septiembre en el estadio Diego Armando Maradona, a puertas cerradas por disposición de la AFA, y culminó con un triunfo 2–1 para Racing.
El 31 de octubre, por la 29.ª fecha del Campeonato de Primera División, Milito anotó un doblete en la goleada de Racing 3–0 frente a Crucero del Norte. El primer gol llegó tras un córner ejecutado por Óscar Romero, mientras que el segundo fue producto de un preciso pase aéreo del jugador paraguayo, que dejó a Milito mano a mano con el arquero Horacio Ramírez, definiendo sin dejarle posibilidades. Durante el partido, recibió una ovación especial de la hinchada en el minuto 22 y fue sustituido para dar lugar al debut de Lautaro Martínez.

##### Liguilla pre-Libertadores 2015
Racing finalizó cuarto en el Campeonato de Primera División, asegurando su lugar en la Liguilla Pre-Libertadores. En semifinales, enfrentó a Estudiantes (LP) en un partido que coincidió con la 200.ª presentación oficial de Milito en el club. Racing se impuso por 2–1 y avanzó a la final, donde se enfrentó a Independiente. En el encuentro de ida, Milito había sido expulsado por el árbitro Néstor Pitana, impidiéndole disputar ese partido. En la vuelta, jugada en el Cilindro, Racing cayó 2–1, pero gracias al triunfo 2–0 en el estadio Libertadores de América, logró clasificar a la primera fase de la Copa Libertadores 2016.            

#### Temporada 2016
El 20 de enero de 2016, Milito disputó su primer encuentro del año en la Copa de Oro, parte del torneo de verano, frente a Boca Juniors en Mar del Plata, donde anotó un gol en la victoria de Racing por 4–2.
El 11 de marzo de 2016, por la 7.ª fecha del Campeonato de Primera División, Milito volvió a marcar en el triunfo 2–1 de Racing frente a Lanús, jugado en el Cilindro. El gol llegó tras una asistencia de su compañero Lisandro López.
El 31 de marzo de 2016, en la 8.ª fecha del Campeonato de Primera División, Racing venció 6–3 a Unión de Santa Fe en un partido disputado en el estadio 15 de Abril. Milito anotó dos goles en esta victoria.
El 21 de mayo de 2016, en su último partido oficial, se despidió del fútbol en el Cilindro, donde Racing derrotó 2–0 a Temperley. Durante este encuentro, Milito recibió una ovación significativa por parte de los hinchas, especialmente en el minuto 22, en honor a su dorsal. Con su gol, alcanzó un total de 22 goles desde su regreso al club.

## Dirigente deportivo

### Director deportivo del Racing Club
En diciembre de 2017, tras su retiro definitivo del fútbol profesional, Milito fue nombrado director deportivo del Racing Club por el presidente Víctor Blanco. Desde ese momento, comenzó a jugar un rol clave en la estructuración del club, siendo una pieza fundamental en la elección de Eduardo Coudet como entrenador del equipo, quien asumió la dirección técnica para el segundo semestre de la temporada 2018-19.
Para competir en la Superliga 2017-18 y la Copa Libertadores 2018, trajo como refuerzos a Leonardo Sigali, Alejandro Donatti, Ricardo Centurión, Neri Cardozo y Nery Dóminguez.
Bajo su gestión, el 31 de marzo de 2019, Racing Club alcanzó la gloria al consagrarse campeón del Campeonato de Primera División, luego de 4 años y tres meses sin títulos. Este logro marcó un hito en la historia reciente de la institución y consolidó a Milito no solo como un referente dentro del campo de juego, sino también como un líder clave en la reconstrucción del club desde su rol dirigencial.

#### Renuncia
El 22 de noviembre de 2020, mediante un vídeo a través de su Instagram y Facebook, anuncia que no seguirá como director deportivo por diferencias con la dirigencia y el presidente Víctor Blanco. En respuesta, el club de Avellaneda sacó un comunicado donde lamentaba su salida del club, en el manifiesto la comisión directiva le dejaron abierta su vuelta al club para cuando «él quisiera».

#### Títulos como director deportivo
| N.º | Título              | Club        | Sede          | Año     |
| --- | ------------------- | ----------- | ------------- | ------- |
| 1   | Superliga Argentina | Racing Club | Buenos Aires  | 2018/19 |
| 2   | Trofeo de Campeones | Racing Club | Mar Del Plata | 2019    |

### Presidente del Racing Club

#### Elecciones
El 22 de agosto de 2024 anunció su candidatura a las elecciones presidenciales de Racing Club, previstas para diciembre de ese mismo año. Su propuesta principal fue «dar un salto de calidad y llevar al club a lo más alto». Durante la campaña, sectores de la oposición cuestionaron su postulación, señalando supuestos vínculos con el empresario Fernando Marín, ex propietario de la empresa Blanquiceleste, repudiado por parte de la hinchada por la gestión de la compañía. Además, se expresaron preocupaciones sobre un posible proyecto de privatización del club, en el contexto del debate nacional sobre la inclusión de las Sociedades Anónimas Deportivas en el fútbol argentino, algo que él mismo desmintió.
Se presentó acompañado por los vicepresidentes Hernán Lacunza y Martín Ferré, representantes del PRO y del peronismo, respectivamente, con el objetivo declarado de generar un ambiente de equidad dentro de la gestión. Durante la campaña también surgieron acusaciones sobre supuestas influencias externas, aunque estas no afectaron el desarrollo de la candidatura.
El 15 de diciembre de 2024 se llevaron a cabo las elecciones presidenciales del club, resultando ganadora la lista Racing Sueña, encabezada por Diego Milito, con el 60,08 % de los votos (10 267), derrotando al oficialismo encabezado por Christian Devia y Víctor Blanco.

#### 2025
Una de sus primeras acciones fue la contratación de Sebastián Saja como director deportivo y la incorporación de la exjugadora de hockey Delfina Merino para fortalecer el área deportiva.
El 27 de febrero, Racing logró la Recopa Sudamericana 2025, al vencer a Botafogo con un global de 4–0, y Milito se transformó en la primera persona en el mundo en salir campeón como futbolista, director deportivo y presidente de un mismo club.
Dentro de los institucional, se encargó de solucionar un problema que el club arrastraba desde la gestión anterior: el césped del Cilindro, el cual se encontraba muy deteriorado y no cumplía con las dimensiones que requería Conmebol. Por otra parte, también se realizaron renovaciones estéticas menores en el estadio.
Durante el segundo semestre, mantuvo un conflicto con Marcelo Gallardo y Jorge Pablo Brito, entrenador y presidente de River Plate, respectivamente, debido a un supuesto «pacto de caballeros» para no ejecutar cláusulas de salida, el cual fue incumplido por los mencionados. El conflicto surgió tras la salida de Maxi Salas del plantel académico, quien había acordado una renovación, pero finalmente River Plate decidió ejecutar su cláusula de rescisión de 8 millones de dólares.

Estamos los que queremos estar y eso es lo importante, se lo dije a los jugadores. No lo queríamos negociar a Maxi, lo dijimos. La palabra es decepción, sobre todo con River como institución, con Brito y con su secretario general. No pudieron honrar su palabra.
Milito vía TyC Sports el 2 de julio de 2025

#### Título ganados en su gestión
| Título              | Club        | Sede           | Año  |
| ------------------- | ----------- | -------------- | ---- |
| Recopa Sudamericana | Racing Club | Rio de Janeiro | 2025 |

## Goles internacionales
| 1.  | 23 de octubre de 2002   | Estadio El Cilindro, Avellaneda, Argentina                      | Racing Club - San Lorenzo              | 2–0 | 2-0 (3-4)P | Copa Sudamericana 2002    |
| 2.  | 9 de abril de 2003      | Estadio El Cilindro, Avellaneda, Argentina                      | Racing Club - Nacional                 | 2–0 | 4–1        | Copa Libertadores 2003    |
| 3.  | 29 de abril de 2003     | Estadio Pascual Guerrero, Cali, Colombia                        | América de Cali - Racing Club          | 1–1 | 1–1        | Copa Libertadores 2003    |
| 4.  | 4 de noviembre de 2009  | Estadio Olímpico, Kiev, Ucrania                                 | Dinamo de Kiev - Inter de Milán        | 1–1 | 1–2        | Liga de Campeones 2009-10 |
| 5.  | 24 de febrero de 2010   | Estadio Giuseppe Meazza, Milán, Italia                          | Internazionale - Chelsea               | 1–0 | 2–1        | Liga de Campeones 2009-10 |
| 6.  | 31 de marzo de 2010     | Estadio Giuseppe Meazza, Milán, Italia                          | Internazionale - CSKA Moscú            | 1–0 | 1–0        | Liga de Campeones 2009-10 |
| 7.  | 20 de abril de 2010     | Estadio Giuseppe Meazza, Milán, Italia                          | Internazionale - Barcelona             | 3–1 | 3–1        | Liga de Campeones 2009-10 |
| 8.  | 22 de mayo de 2010      | Estadio Santiago Bernabéu, Madrid, España                       | Bayern Múnich - Internazionale         | 0–1 | 0–2        | Liga de Campeones 2009-10 |
| 9.  | 22 de mayo de 2010      | Estadio Santiago Bernabéu, Madrid, España                       | Bayern Múnich - Internazionale         | 0–2 | 0–2        | Liga de Campeones 2009-10 |
| 10. | 15 de diciembre de 2010 | Estadio Jeque Zayed, Abu Dabi, Emiratos Árabes Unidos           | Seongnam - Internazionale              | 0–3 | 0–3        | Mundial de Clubes 2010    |
| 11. | 5 de abril de 2011      | Estadio Giuseppe Meazza, Milán, Italia                          | Internazionale - Schalke 04            | 2–1 | 2–5        | Liga de Campeones 2010-11 |
| 12. | 2 de noviembre de 2011  | Estadio Giuseppe Meazza, Milán, Italia                          | Internazionale - Lille                 | 2–0 | 2–1        | Liga de Campeones 2010-11 |
| 13. | 13 de marzo de 2012     | Estadio Giuseppe Meazza, Milán, Italia                          | Internazionale - Olympique de Marsella | 1–0 | 2–1        | Liga de Campeones 2011-12 |
| 14. | 17 de febrero de 2015   | Estadio Polideportivo de Pueblo Nuevo, San Cristóbal, Venezuela | Deportivo Táchira - Racing Club        | 0–4 | 0–5        | Copa Libertadores 2015    |
| 15. | 24 de febrero de 2015   | Estadio El Cilindro, Avellaneda, Argentina                      | Racing Club - Guaraní                  | 2–0 | 4-1        | Copa Libertadores 2015    |
| 16. | 17 de marzo de 2015     | Estadio Nacional, Lima, Perú                                    | Sporting Cristal - Racing Club         | 0–1 | 0–2        | Copa Libertadores 2015    |
| 17. | 14 de abril de 2015     | Estadio El Cilindro, Avellaneda, Argentina                      | Racing Club - Deportivo Táchira        | 1–2 | 3–2        | Copa Libertadores 2015    |

Los 17 goles Internacionales se desglosan en:
- 9 en Liga de Campeones de la UEFA.
- 6 en Copa Libertadores de América.
- 1 en Copa Sudamericana.
- 1 en Copa Mundial de Clubes de la FIFA.

## Selección nacional

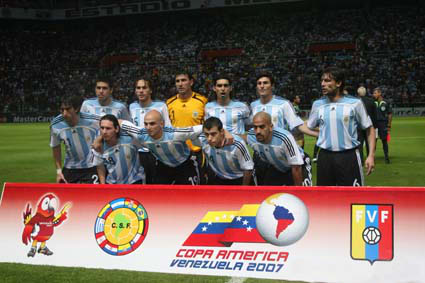
Milito (abajo, primero desde la izquierda) con el equipo de la Copa América 2007.

Ha sido internacional con la selección de fútbol de Argentina a partir del año 2003, disputando 21 partidos y marcando 4 goles.
Su debut en el seleccionado fue en un partido amistoso frente a Honduras el 31 de enero de 2003 en la ciudad de San Pedro Sula, siendo convocado por el entonces entrenador Marcelo Bielsa, el encuentro finalizó 3-1 en favor de Argentina siendo Milito el autor del primer gol de los albicelestes.
Disputó un partido de las eliminatorias al Mundial 2006 el 4 de septiembre de 2004 frente a Perú en Lima ganando Argentina por 3-1. Días después de este encuentro, Marcelo Bielsa renunciaría como entrenador del seleccionado siendo reemplazado por José Pékerman. Pékerman no lo convocaría para la Copa Mundial de Fútbol de 2006 a pesar de su gran capacidad goleadora, en su lugar prefirió a Julio Cruz del Inter de Milán.
Luego del Mundial 2006, con Alfio Basile como nuevo entrenador, es convocado a participar en la Copa América 2007 donde marcaría un gol frente a Colombia. El equipo argentino llegaría a la final con Brasil, siendo derrotados por 3-0. Jugaría 6 partidos de las eliminatorias al Mundial 2010, el cual, 2 partidos serían con Basile y los 4 restantes con Diego Maradona como entrenador que luego lo convocaría al Mundial 2010 en Sudáfrica por su gran actuación en el Inter de Milán, jugaría de titular en el último partido de fase de grupo frente a la selección de Grecia y asistiría involuntariamente a Martín Demichelis para el 1-0 parcial. Al año siguiente fue convocado por el seleccionador Sergio Batista para disputar la Copa América Argentina 2011.

### Participaciones en Copa del Mundo
| Copa              | Sede      | Resultado        | Partidos | Goles |
| ----------------- | --------- | ---------------- | -------- | ----- |
| Copa Mundial 2010 | Sudáfrica | Cuartos de final | 2        | 0     |

### Participaciones en Copa América
| Copa              | Sede      | Resultado        | Partidos | Goles |
| ----------------- | --------- | ---------------- | -------- | ----- |
| Copa América 2007 | Venezuela | Subcampeón       | 2        | 1     |
| Copa América 2011 | Argentina | Cuartos de final | 0        | 0     |

| 1. | 30 de enero de 2003 | Estadio Olímpico, San Pedro Sula, Honduras            | Honduras | 1–1 | 1–3 | Amistosos         |
| 2. | 16 de julio de 2003 | Estadio Ciudad de La Plata, La Plata, Argentina       | Uruguay  | 1–0 | 2–2 | Amistosos         |
| 3. | 16 de julio de 2003 | Estadio Ciudad de La Plata, La Plata, Argentina       | Uruguay  | 2–1 | 2–2 | Amistosos         |
| 4. | 2 de julio de 2007  | Estadio José Encarnación Romero, Maracaibo, Venezuela | Colombia | 2–4 | 2–4 | Copa América 2007 |

## Estadísticas

### Como jugador
| Club | Div                 | Temporada           | Liga(1) | Liga(1) | Liga(1) | Copas nacionales(2) | Copas nacionales(2) | Copas nacionales(2) | Torneos internacionales(3) | Torneos internacionales(3) | Torneos internacionales(3) | Total | Total | Total  | Media goleadora(4) |
| Club | Div                 | Temporada           | Part.   | Goles   | Asist.  | Part.               | Goles               | Asist.              | Part.                      | Goles                      | Asist.                     | Part. | Goles | Asist. | Media goleadora(4) |
| --- | ------------------- | ------------------- | ------- | ------- | ------- | ------------------- | ------------------- | ------------------- | -------------------------- | -------------------------- | -------------------------- | ----- | ----- | ------ | ------------------ |
| Racing Club Argentina | 1.ª                 |                     |         |         |         |                     |                     |                     |                            |                            |                            |       |       |        |                    |
| Racing Club Argentina | 1.ª                 | 1999-00             | 11      | 1       | 0       | —                   | —                   | —                   | —                          | —                          | —                          | 11    | 1     | 0      | 0.09               |
| Racing Club Argentina | 1.ª                 | 2000-01             | 35      | 2       | 3       | —                   | —                   | —                   | —                          | —                          | —                          | 35    | 2     | 3      | 0.06               |
| Racing Club Argentina | 1.ª                 | 2001-02             | 38      | 9       | 2       | —                   | —                   | —                   | —                          | —                          | —                          | 38    | 9     | 2      | 0.24               |
| Racing Club Argentina | 1.ª                 | 2002-03             | 35      | 14      | 7       | —                   | —                   | —                   | 11                         | 3                          | 0                          | 46    | 17    | 7      | 0.37               |
| Racing Club Argentina | 1.ª                 | 2003                | 18      | 8       | 1       | —                   | —                   | —                   | —                          | —                          | —                          | 18    | 8     | 1      | 0.44               |
| Racing Club Argentina | Total 1.ª etapa     | Total 1.ª etapa     | 137     | 34      | 13      | 0                   | 0                   | 0                   | 11                         | 3                          | 0                          | 148   | 37    | 13     | 0.35               |
| Genoa CFC · Italia | 2.ª                 |                     |         |         |         |                     |                     |                     |                            |                            |                            |       |       |        |                    |
| Genoa CFC · Italia | 2.ª                 | 2004                | 20      | 12      | 2       | 2                   | 0                   | 0                   | —                          | —                          | —                          | 22    | 12    | 2      | 0.55               |
| Genoa CFC · Italia | 2.ª                 | 2004-05             | 39      | 21      | 5       | 3                   | 1                   | 0                   | —                          | —                          | —                          | 42    | 22    | 5      | 0.52               |
| Genoa CFC · Italia | Total 1.ª etapa     | Total 1.ª etapa     | 59      | 33      | 7       | 5                   | 1                   | 0                   | 0                          | 0                          | 0                          | 64    | 34    | 7      | 0.53               |
| Real Zaragoza · España | 1.ª                 |                     |         |         |         |                     |                     |                     |                            |                            |                            |       |       |        |                    |
| Real Zaragoza · España | 1.ª                 | 2005-06             | 36      | 15      | 3       | 8                   | 6                   | 0                   | —                          | —                          | —                          | 44    | 21    | 3      | 0.48               |
| Real Zaragoza · España | 1.ª                 | 2006-07             | 37      | 23      | 1       | 3                   | 0                   | 0                   | —                          | —                          | —                          | 40    | 23    | 1      | 0.58               |
| Real Zaragoza · España | 1.ª                 | 2007-08             | 35      | 15      | 7       | 4                   | 2                   | 0                   | 2                          | 0                          | 0                          | 41    | 17    | 7      | 0.41               |
| Real Zaragoza · España | Total club          | Total club          | 108     | 53      | 11      | 15                  | 8                   | 0                   | 2                          | 0                          | 0                          | 125   | 61    | 11     | 0.49               |
| Genoa CFC · Italia | 1.ª                 | 2008-09             | 31      | 24      | 6       | 3                   | 2                   | 0                   | —                          | —                          | —                          | 34    | 26    | 6      | 0.76               |
| Genoa CFC · Italia | Total club          | Total club          | 90      | 57      | 13      | 8                   | 3                   | 0                   | 0                          | 0                          | 0                          | 98    | 60    | 13     | 0.61               |
| Inter de Milán · Italia | 1.ª                 |                     |         |         |         |                     |                     |                     |                            |                            |                            |       |       |        |                    |
| Inter de Milán · Italia | 1.ª                 | 2009-10             | 34      | 23      | 5       | 5                   | 4                   | 0                   | 12                         | 7                          | 3                          | 51    | 34    | 8      | 0.67               |
| Inter de Milán · Italia | 1.ª                 | 2010-11             | 23      | 5       | 6       | 4                   | 1                   | 1                   | 7                          | 2                          | 1                          | 34    | 8     | 8      | 0.24               |
| Inter de Milán · Italia | 1.ª                 | 2011-12             | 33      | 24      | 3       | 1                   | 0                   | 0                   | 7                          | 2                          | 2                          | 41    | 26    | 5      | 0.63               |
| Inter de Milán · Italia | 1.ª                 | 2012-13             | 20      | 10      | 3       | —                   | —                   | —                   | 6                          | 0                          | 3                          | 26    | 10    | 6      | 0.38               |
| Inter de Milán · Italia | 1.ª                 | 2013-14             | 17      | 2       | 1       | 1                   | 0                   | 0                   | —                          | —                          | —                          | 18    | 2     | 1      | 0.11               |
| Inter de Milán · Italia | Total club          | Total club          | 128     | 64      | 18      | 11                  | 5                   | 1                   | 32                         | 11                         | 9                          | 170   | 80    | 28     | 0.47               |
| Racing Club Argentina | 1.ª                 |                     |         |         |         |                     |                     |                     |                            |                            |                            |       |       |        |                    |
| Racing Club Argentina | 1.ª                 | 2014                | 17      | 6       | 4       | 1                   | 0                   | 0                   | —                          | —                          | —                          | 18    | 6     | 4      | 0.33               |
| Racing Club Argentina | 1.ª                 | 2015                | 22      | 8       | 1       | 4                   | 0                   | 0                   | 9                          | 4                          | 4                          | 35    | 12    | 5      | 0.34               |
| Racing Club Argentina | 1.ª                 | 2016                | 14      | 4       | 3       | —                   | —                   | —                   | 6                          | 0                          | 1                          | 20    | 4     | 4      | 0.2                |
| Racing Club Argentina | Total 2.ª etapa     | Total 2.ª etapa     | 53      | 18      | 8       | 5                   | 0                   | 0                   | 15                         | 4                          | 5                          | 73    | 22    | 13     | 0.3                |
| Racing Club Argentina | Total club          | Total club          | 190     | 52      | 21      | 5                   | 0                   | 0                   | 26                         | 7                          | 5                          | 221   | 59    | 26     | 0.27               |
| Total en su carrera | Total en su carrera | Total en su carrera | 516     | 224     | 63      | 40                  | 14                  | 1                   | 59                         | 17                         | 14                         | 615   | 256   | 78     | 0.42               |
| (1) Las copas nacionales se refiere a la Copa del Rey, Copa Italia, Supercopa de Italia. (2) Las copas internacionales se refiere a la Champions League, UEFA Europa League, Supercopa de Europa, Mundial de Clubes, Copa Libertadores y Copa Sudamericana. (3) Media de goles por encuentro. No incluye goles en partidos amistosos. |                     |                     |         |         |         |                     |                     |                     |                            |                            |                            |       |       |        |                    |

### Selecciones
| Adulta Argentina |               |    |   |   |   |   |    |    |      |      |
| 2003 | 5             | 3  | — | — | — | — | 5  | 3  | 0.6  |      |
| 2004 | 1             | 0  | 1 | 0 | — | — | 2  | 0  | 0.00 |      |
| 2005 | —             | —  | — | — | — | — | 0  | 0  | 0.00 |      |
| 2006 | 1             | 0  | — | — | — | — | 1  | 0  | 0.00 |      |
| 2007 | 4             | 0  | 2 | 1 | — | — | 6  | 1  | 0.17 |      |
| 2008 | —             | —  | 2 | 0 | — | — | 2  | 0  | 0.00 |      |
| 2009 | 1             | 0  | 4 | 0 | — | — | 5  | 0  | 0.00 |      |
| 2010 | 2             | 0  | — | — | 2 | 0 | 4  | 0  | 0.00 |      |
| 2011 | —             | —  | 0 | 0 | — | — | 0  | 0  | 0.00 |      |
| Total | 14            | 3  | 9 | 1 | 2 | 0 | 25 | 4  | 0.16 |      |
| Total carrera | Total carrera | 14 | 3 | 9 | 1 | 2 | 0  | 25 | 4    | 0.16 |
| (1) Incluye los partidos de la Copa América (2007-11) y Clasificatorias Sudamericanas (2004-09). (2) Incluye los partidos de Copa Mundial de Fútbol (2010). |               |    |   |   |   |   |    |    |      |      |

### Resumen estadístico
| Competición           | Partidos | Goles | Promedio |
| --------------------- | -------- | ----- | -------- |
| Liga                  | 516      | 224   | 0.43     |
| Copas nacionales      | 40       | 14    | 0.35     |
| Copas internacionales | 60       | 17    | 0.28     |
| Selección argentina   | 25       | 4     | 0.16     |
| TOTAL                 | 641      | 259   | 0.4      |

## Palmarés

### Como jugador

#### Campeonatos nacionales
| Título              | Club           | País      | Año    |
| ------------------- | -------------- | --------- | ------ |
| Primera División    | Racing Club    | Argentina | A-2001 |
| Copa Italia         | Inter de Milán | Italia    | 2010   |
| Serie A             | Inter de Milán | Italia    | 2010   |
| Supercopa de Italia | Inter de Milán | Italia    | 2010   |
| Copa Italia         | Inter de Milán | Italia    | 2011   |
| Primera División    | Racing Club    | Argentina | 2014   |

#### Campeonatos internacionales
| Título                 | Club           | Sede     | Año  |
| ---------------------- | -------------- | -------- | ---- |
| Liga de Campeones      | Inter de Milán | Madrid   | 2010 |
| Copa Mundial de Clubes | Inter de Milán | Abu Dabi | 2010 |

#### Distinciones individuales
| Distinción                                                          | Año  |
| ------------------------------------------------------------------- | ---- |
| Guerin d'Oro                                                        | 2009 |
| Oscar del Calcio al jugador más querido de la afición               | 2009 |
| Mejor jugador de la final de la Liga de Campeones de la UEFA        | 2010 |
| Mejor jugador de la Liga de Campeones de la UEFA                    | 2010 |
| Delantero del año de la UEFA                                        | 2010 |
| Jugador del año de la UEFA                                          | 2010 |
| Distinción Especial Premios Olimpia                                 | 2010 |
| Oscar del Calcio al Futbolista del Año en la Serie A                | 2010 |
| Oscar del Calcio al Futbolista Extranjero del Año en la Serie A     | 2010 |
| Incluido en el Once de Oro por el diario La Gazzetta dello Sport    | 2010 |
| Nominado a los Premios Laureus                                      | 2015 |
| Personalidad destacada del Deporte por la Legislatura Porteña       | 2015 |
| Personalidad destacada del Deporte por la Provincia de Buenos Aires | 2015 |
| Premio Jorge Newbery de Bronce (Trayectoria deportiva)              | 2015 |
| Premio Konex - Diploma al Mérito: Fútbol en la Argentina            | 2020 |

### Como mánager

#### Campeonatos nacionales
| Título              | Club        | País      | Año  |
| ------------------- | ----------- | --------- | ---- |
| Primera División    | Racing Club | Argentina | 2019 |
| Trofeo de Campeones | Racing Club | Argentina | 2019 |

### Como Presidente

#### Campeonatos Internacionales
| Título              | Club        | Sede           | Año  |
| ------------------- | ----------- | -------------- | ---- |
| Recopa Sudamericana | Racing Club | Rio de Janeiro | 2025 |